# دانشگاه ملی مالزی

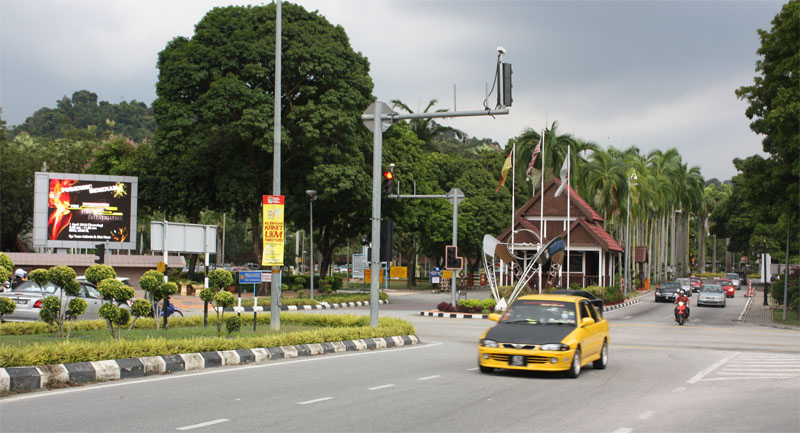
سر در دانشگاه

دانشگاه ملی مالزی (نام اصلی: Universiti Kebangsaan Malaysia) یکی از دانشگاه‌های دولتی مالزی است که در ۳۵ کیلومتری جنوب کوالالامپور در شهر بنگی واقع شده‌است.این دانشگاه یکی از بهترین و معتبرترین دانشگاه های جهان است.
مساحت این دانشگاه ۱۱۰۰ هکتار می‌باشد و در منطقه به نام کاجانگ قرار گرفته‌است.
هم‌اکنون در دانشگاه ملی مالزی که به اختصار یوکی‌ام (UKM) خوانده می‌شود، تعداد ۲۳٬۹۷۳ دانشجوی مقطع کارشناسی، ۷٬۴۷۳ دانشجوی مقطع کارشناسی ارشد و دکتری و ۱٬۰۲۷ دانشجوی خارجی از ۳۵ کشور مختلف جهان مشغول به تحصیل می‌باشند.
بسیاری از افتخارات و موفقیت‌هایی که دانشگاه ukm کسب کرده‌است نتیجه‌ی پایه گذاری اصولی و قدرتمند این دانشگاه در زمنیه‌ی پژوهش و تحقیقات است.
موفقیت‌های دانشگاه ukm شامل موارد زیر می‌باشد:
- کسب 50 میلیون دلار از بورسیه‌های تحقیقاتی در طی یک مدت کوتاه (از سال 2001 تا 2005)
- افتتاح موسسه جهش ژنوم توسط رییس جمهور این کشور در سال 2006 نشان از قدرت زیاد تحقیقاتی این دانشگاه در زمینه‌ی ژنومیک ومیکروبیولوژی است.

### ملی
| نام دانشگاه | اختصاری | رنکینگ بین‌المللی | رنکینگ در سطح آسیا | تعداد دانشجویان |
| ----------- | ------- | ---------------- | ------------------ | --------------- |
| دانشگاه ملی | UKM     | ۱۴۱              | ۳۵                 | ۱۷,۵۵۵          |

## تاریخچه
دانشگاه ملی مالزی در ۱۸ مه ۱۹۷۰ با ۱۹۳ دانشجو در ۳ دانشکده در منطقه Lembah Pantai کوالالامپور تأسیس گردید.

## موقعیت مکانی دانشگاه

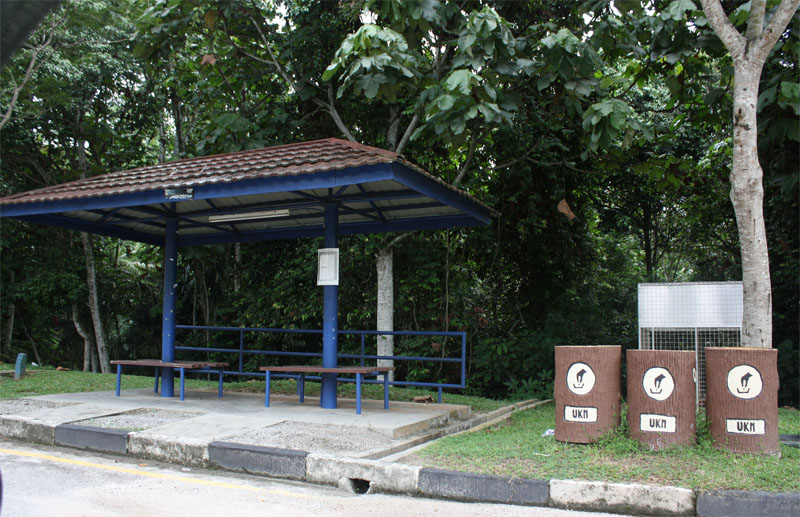
یک ایستگاه اتوبوس در دانشگاه

دانشگاه ملی مالزی در اکتبر ۱۹۷۷ UKM به منطقه بسیار زیبا وسرسبز Bangi به وسعت ۱٬۰۹۶ هکتار انتقال پیدا کرد. هم‌اکنون UKM در منطقه کوالالامپور دارای شعبه می‌باشد و شعبه پزشکی آن نیز در منطقه مشهور Cheras به نام Hospital UKM یا HUKM دایر می‌باشد.

## دانشکده‌ها
- دانشکده مهندسی
- دانشکده مدیریت بازرگانی
- دانشکده علوم اسلامی
- دانشکده اقتصاد
- دانشکده حقوق
- دانشکده آموزش
- دانشکده فناوری اطلاعات
- دانشکده علوم انسانی و اجتماعی
- دانشکده پزشکی

## رتبه جهانی
دانشگاه ملی مالزی در آخرین رتبه‌بندی دانشگاه‌های جهان جایگاه ۱۶۰ را به خود اختصاص داده‌است.